# Alphitobius diaperinus
Alphitobius diaperinus é uma espécie de besouro da família Tenebrionidae, os besouros escuros. É comumente conhecido como larva da farinha e besouro da ninhada. Tem distribuição cosmopolita, ocorrendo quase em todo o mundo. É amplamente conhecido como um inseto praga de produtos de grãos alimentícios armazenados, como farinha, e de instalações de criação de aves, e é um vetor de muitos tipos de patógenos animais. Na forma larval, é um novo alimento aprovado na União Europeia, e também utilizado como ração.

## Descrição
O besouro da larva-da-farinha adulto tem aproximadamente 6 mm de comprimento e formato amplamente oval. É preto brilhante ou marrom (castanho) com élitros marrom-avermelhados, a cor variável entre os indivíduos e mudando com a idade. Grande parte da superfície do corpo é pontilhada por impressões semelhantes a perfurações. As antenas são mais claras nas pontas e cobertas por minúsculos pelos amarelados. Os élitros apresentam sulcos longitudinais rasos.
Os ovos são estreitos, esbranquiçados ou castanhos, e cerca de 1,5 mm de comprimento. As larvas lembram um pouco outras larvas de farinha, como a larva de farinha comum (Tenebrio molitor), mas são menores, medindo até 11 mm de comprimento no estágio sub-adulto final. Eles são afilados e segmentados, com três pares de pernas na extremidade anterior, e esbranquiçados quando recém-emergidos do ovo e escurecem para um marrom-amarelado. Eles ficam pálidos quando se preparam para a muda entre os estágios de seis a 11 ínstares.

## Distribuição
Esta espécie é há muito conhecida em todo o mundo como uma praga comum, pelo que as suas origens são incertas, mas pode ter origem na África Subsaariana. Mudou-se para a Europa há muito tempo e provavelmente foi introduzido na América do Norte a partir daí.

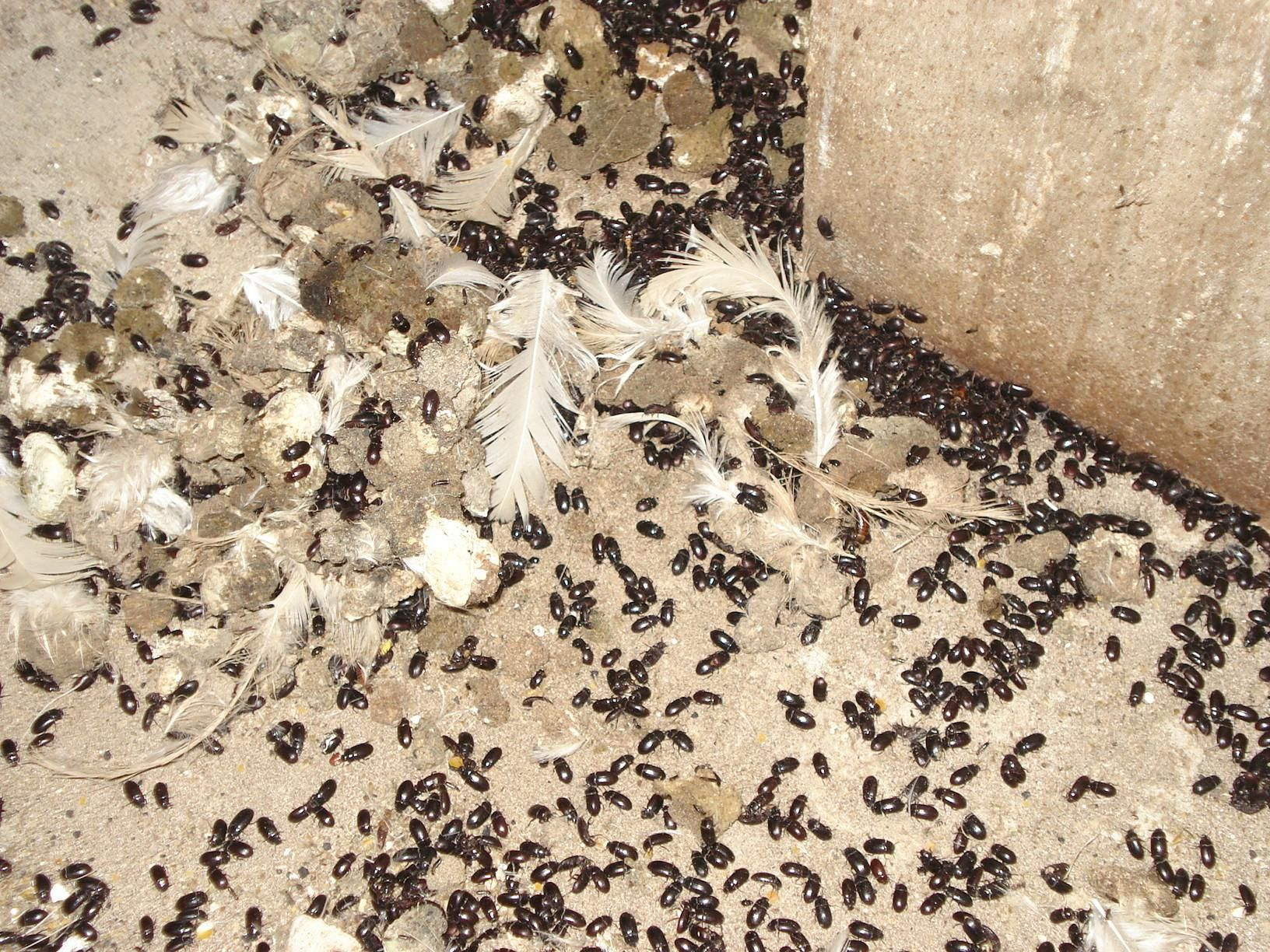
Alphitobius diaperinus em uma instalação avícola

## Biologia
Uma espécie tropical, a larva da farinha se desenvolve em ambientes quentes e húmidos, tanto naturais quanto estabelecidos pelo homem. Habita cavernas, ninhos de roedores e ninhos de pássaros, incluindo milhafres, pombos, Cabeça-de-martelo, pardal-doméstico e martim roxo. Coloniza facilmente estabelecimentos agrícolas com fontes alimentares abundantes e condições quentes, como instalações de processamento e armazenamento de grãos e alojamentos para aves.
O besouro consome uma grande variedade de materiais, incluindo palha, excrementos de pássaros e guano de morcego, mofo, penas, ovos e carniça. Alimenta-se de ovos e larvas de outros insetos, como a traça do arroz ( Corcyra cephalonica ). Também se envolve em canibalismo. Geralmente se alimenta de animais vivos doentes ou enfraquecidos. Quando vive em alojamentos para pássaros, pode infestar e consumir aves moribundas, especialmente filhotes. Também foi observado uma vez habitando o escroto de um rato.
A fêmea adulta do besouro põe geralmente cerca de 200 a 400 ovos, mas sabe-se que produz até 2.000. Ele põe ovos a cada poucos dias ao longo de sua vida, que geralmente dura até um ano, ou até dois anos quando é criado em cativeiro. Deposita os ovos em lixo, excrementos, depósitos de grãos ou rachas em estruturas. As larvas emergem em uma semana e levam de 40 a 100 dias para atingir a maturidade, dependendo das condições e da oferta alimentar. As larvas crescem bem em alta humidade. Eles tornam-se pupas sozinhos em locais seguros. Eles são bastante ativos e móveis e escavam rapidamente quando ameaçados. As larvas e os adultos são principalmente noturnos, tornando-se mais ativos ao entardecer.

## Como uma praga

### Impactos
Como praga, o besouro é mais prejudicial para a indústria avícola. Este é o besouro mais comum encontrado na cama de aves. As larvas danificam as estruturas dos alojamentos das aves quando procuram locais adequados para pupação, mastigando madeira, fibra de vidro e isolamento de poliestireno. Esta destruição pode ser dispendiosa para os produtores, especialmente nos custos de energia de aquecimento. Os besouros consomem a ração dos pássaros e irritam os pássaros ao mordê-los.
Outros insetos residentes em aviários incluem a mosca doméstica (Musca domestica) e seu predador, Carcinops pumilio, um besouro-palhaço. A mosca é uma praga que às vezes pode ser controlada pelo besouro. A larva da farinha interfere nessa ecologia, reduzindo a sobrevivência dos ovos e larvas do besouro-palhaço.
O besouro da larva da farinha é um vetor de muitos patógenos. Ele espalha mais de 30 doenças de aves. Ele transmite vírus animais como o rotavírus, o coronavírus do peru, os vírus das galinhas que causam a doença de Marek e a doença de Gumboro, e os vírus que causam a doença de Newcastle, a gripe aviária, e a varíola aviária. Ele transmite bactérias como Campylobacter jejuni, Salmonella typhimurium sorovar, Escherichia coli e espécies de Staphylococcus. Uma única exposição de um pintainho a um besouro contaminado pode resultar na colonização bacteriana do intestino da ave. Os pintainhos têm maior probabilidade de serem infetados ao comer larvas do que os besouros adultos. O besouro também pode transmitir fungos Aspergillus. É vetor de Eimeria, protozoários causadores de coccidiose em aves. Transporta tênias aviárias como Choanotaenia infundibulum e os nematóides Subulura brumpti e Hadjelia truncata.
As aves têm dificuldade em digerir o besouro e a larva e, se os comerem, podem apresentar obstrução intestinal e lesões intestinais. Frangos de aviário e perus têm ganho de peso mais lento quando se alimentam do besouro.
Como outros besouros escuros, esta espécie produz compostos defensivos de benzoquinona que podem ser irritantes para os humanos, causando asma, dores de cabeça, rinite, conjuntivite, úlceras de córnea e dermatite com eritema e pápulas. As benzoquinonas podem ser cancerígenas.
Antes de o besouro se tornar problemático nas aves, ele era mais conhecido como uma praga de produtos armazenados, incluindo trigo, cevada, arroz, aveia, soja, feijão amendoim, linhaça, caroço de algodão, tabaco, e carne seca.
Este besouro pode se tornar uma praga doméstica se acabar perto de habitações humanas em lixo velho para ser usado como composto. Ele emerge quando é atraído pela luz das casas.

### Gerenciamento
Nenhum agente de controle biológico de pragas é usado contra a larva da farinha. O fungo Beauveria bassiana é um patógeno artrópode que pode ser útil. Algumas espécies de protozoários e aranhas são predadores naturais conhecidos.
O controle geralmente é tentado com inseticida carbaril na forma de pó, líquido e isca. O tiametoxame e o 9-Tricosene usados em conjunto demonstraram ser bem-sucedidos em aviários. São usados Piretroides e ácido bórico. Os verdadeiros surtos são muitas vezes incontroláveis e algumas populações do besouro demonstraram resistência a vários compostos. A resistência é mais comum em fazendas que foram tratadas quimicamente por muitos anos. Os inseticidas não são ideais porque contaminam as aves e não são eficazes contra a praga quando ela se esconde fora do alcance.
A manutenção adequada dos alojamentos das aves geralmente mantém o besouro sob controle, pois ele se propaga na palha e nos excrementos acumulados.

## Utilização

### Como ração
As larvas do besouro da ninhada, como algumas outras larvas de besouros escuros, como as larvas de farinha, são usadas como ração animal, por exemplo, para alimentar répteis em cativeiro. Eles foram relatados como um bom primeiro alimento para filhotes de tartarugas florestais da América Central (Rhinoclemmys pulcherrima mannii), porque são mais ativos que as larvas de farinha comuns e seu movimento estimula o comportamento alimentar.

### Como alimento

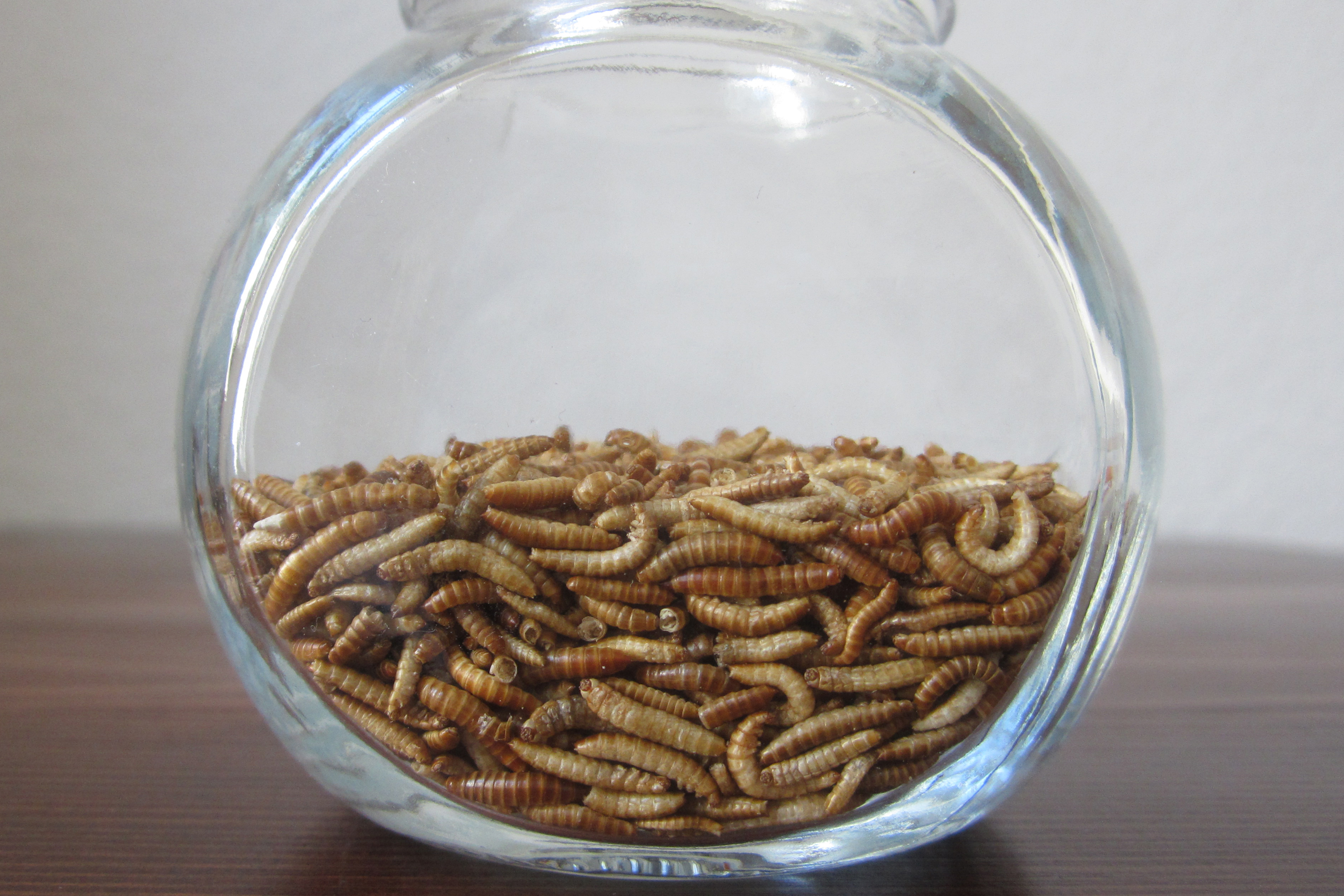
Larvas liofilizadas de Alphitobius diaperinus (comercializadas como vermes de búfalo) como alimento ou ingrediente alimentar

As larvas são insetos comestíveis e também cultivadas para consumo humano por fazendas europeias especializadas em insetos, principalmente nos Países Baixos e na Bélgica. As larvas são vendidas liofilizadas para consumo ou processadas em alimentos como hambúrgueres, massas, ou lanchonetes. Como alimento, as larvas são comumente comercializadas sob o termo vermes búfalos, nome que também é usado para as larvas de Alphitobius laevigatus o que pode gerar confusão. A espécie pode ser detectada pelo método PCR. Mais raramente, o nome larva-da-farinha é usado.
Em 4 de julho de 2022, a EFSA publicou um parecer confirmando a segurança de larvas congeladas e liofilizadas de Alphitobius diaperinus para consumo humano. A aprovação como novo alimento na União Europeia seguiu-se em 6 de janeiro de 2023 com a publicação pela comissão da UE do Regulamento de Execução 2023/58 que autoriza a colocação no mercado das formas congeladas, pastosas, secas e em pó de larvas de Alphitobius diaperinus.

### Em preparação
Juntamente com os besouros Dermestes, espécies deste género são utilizadas em museus para limpar tecidos de carcaças durante a preparação de espécimes zoológicos.